# ヤン・ファン・ヘルモント

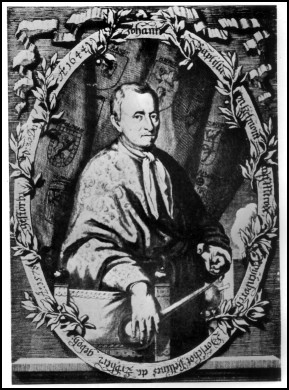
ヤン・ファン・ヘルモント

ヤン・パブティスタ・ファン・ヘルモント（Jan Baptista van Helmont・1579年1月12日 - 1644年12月30日）は、17世紀フランドルの医師・化学者・錬金術師。「ガス」という概念の考案者として知られている。

## 概要
当時スペイン領南ネーデルラント（ブラバント公国）のブリュッセルで、貴族の子として生まれた。1594年までルーヴェン大学で美術や古典を学び、続いてイエズス会の学校で神学や神秘学について学んだ。だが、どれも彼の心を満足させることが出来ず、最終的に医学を学んだ。だが、学位を得たりそれを元にして仕官を得ることは虚名を得るに過ぎないとしてこれを拒絶し、医師の開業資格を得ると、母校の外科学講師となった。ところが、疥癬症にかかった時にガレノス医学に従った下剤による治療で却って病状を悪化させ、当時大学では主流ではなかったパラケルスス医学に基づいた治療を行って漸く回復した。だが、ヘルモントにとってこの出来事がガレノスに絶対の価値を置いた当時の医学への失望を招き、持っていた医学書を捨て去って放浪の旅に出た（後にこれらの書を焼却処分にしなかったことを後悔したという）。ヘルモントは10年に渡る旅の末に、1609年にヴィルヴォルデ（ビルボルド）を領する貴族の娘・マルゲリーテ・ファン・ランストと結婚、この地に落ち着いて化学や錬金術の研究に没頭した。
ヘルモントは「哲学者の石」の存在を信じていたが、同時に熱心なキリスト教徒であったため、古代ギリシアの自然哲学や中世スコラ哲学の弁証法に対して懐疑的で、神が与えた力（人間の能力や聖書の言葉）を通じてのみ、神が創造したものを理解できると考えていた。そのため、彼は多くの実験を積み重ねて自己の経験を深めていくことに努力した。
ヘルモントはアリストテレスの土・空気・火・水による「4元素説」やパラケルススの塩・硫黄・水銀による「3元素説」を批判して、この世界の物質は水と空気の2要素でのみ成立し、しかも空気は様々な物質の物理的母体ではあるものの、化学変化を起こして万物を生み出すことが可能なのは水だけであると唱えた。彼はこの考え方は魚が水の中でも生きていられることや生物を酸で溶かすと水に変わることで証明できるとし、更にこの考え方は『創世記』における天地創造の記述とも合致するとも主張した。
ヘルモントは水から様々な物質が生み出される過程についての発生原理について仮説を立て、これを「発酵原理」もしくは「根本原理」と命名した。彼が自己の理論の証明のために行ったのが後に「柳の実験」と呼ばれるものであった。まず、きちんと質量を測定した一定量の土を鉢の中に植え、そこに同様に質量を測定した柳の苗木を植える。それから彼は柳に対して水以外の一切の物を与えずに5年以上にわたって観察した。その結果、5年間で柳は164ポンド（現代の単位に換算して70kg）も増えたにも関わらず、土の量はわずか（同100g）しか減少していない事実を指摘し、植物が水によって出来ているからこそ、これだけの生長ができたのだと主張した。また、ヘルモントは62ポンド（同27kg）あった木炭を燃やしたところ、1ポンド分の灰しか残らないことを指摘し、これは燃焼とともに残りの部分は水と水が特殊な発酵をすることで生み出された物質となって空気中に放出されたと考えたのである。この物質はそれぞれの物体に元から含まれているもので燃焼などの作用によって露出されたものであると考えたのである。そこで、彼はギリシア語で混沌を意味する「chaos(カオス)」という語から、こうした物質を「gas sylvestre」と命名し、こうした物質が4種類は存在することを指摘した。この4つは現在の二酸化炭素・一酸化炭素・亜酸化窒素・メタンであるとされている。また、ヘルモントが考案した「gas（ガス）」という言葉はその後の化学の進歩によって、その定義そのものは変化していくものの、その後の化学において重要な役割を果たす概念となっていった。また、浸透の概念を考え出したのも彼であった。
また、彼は医学においても新説を立てた。彼は生物の器官はそれぞれ一定の役割をしており、内部にはその役割を維持するための発酵体があること、そこに異質の発酵体が入ることで器官の機能に異常をきたして病気を引き起こすと考え、病気を起こしている器官に適した治療法の必要性を唱えた。その中で体内に入った食物は胃で酸によって溶かされて腸壁において吸収されることを主張した。また、治療において磁石の利用を行った。
ところが、三十年戦争の最中であった1621年、当時の医学及び神学において常識とされていた「武器によって生じた傷を治すには武器そのものに処置を加えれば良い」という武器軟膏の考え方をヘルモンテが批判したとして、彼と不仲であったイエズス会の修道士が異端審問所に告発した。その結果、彼は逮捕された。彼はその結果有罪とされ自宅に幽閉され、更に自由に著書を刊行することを禁じられた。その措置は彼の死から2年後まで解除されなかった。
彼の没後、息子のフランシス・メリクリウス・ファン・ヘルモント（en）は、遺稿を整理して赦免後の1648年に全集『Ortus medicinae（医学の曙）』として刊行された（ただし、父譲りの研究家であったフランシス自身の著作が含まれているという説がある）。